# Ivan Škarić
Ivan Škarić (Split, 3. veljače 1944.), hrvatski političar, gradonačelnik Splita (1997. – 2001.) i bivši konzul u Crnoj Gori.
Završio je Filozofski fakultet u Zagrebu, odsjek sociologije i filozofije, član je HSLS-a. Godine 1997. postao je splitski gradonačelnik, a od veljače 2000. do prosinca 2003. obnašao je dužnost saborskog zastupnika. Kao zastupnik bio je član Odbora za useljeništvo i Odbora za pomorstvo, promet i veze. U prosincu 2004. postao je konzul u Crnoj Gori i na toj dužnosti ostaje do 2007. godine kada je odlučio napustiti aktivnu politiku.